# Showgirls
Showgirls és una pel·lícula franco-estatunidenca dirigida per Paul Verhoeven el 1995. Ha estat doblada al català. El 2011, Rena Riffel, que té aquí el paper de Penny, escriu, produeix i dirigeix la seqüela paròdica Showgirls 2: Penny's from Heaven. Glenn Plummer hi torna amb el seu paper de James Smith.

## Argument
La jove i bonica Nomi Malone va a Las Vegas amb l'esperança de fer carrera com a show girl. Un home anomenat Jeff, que l'ha agafat en auto-stop, aprofita per robar-li tots els diners. Nomi coneix Molly Abrams, una sastressa i creadora de vestuari que l'agafa com a llogatera. Molly convida Nomi als bastidors de l'espectacle Goddess que té lloc al Casino Stardust on treballa. Molly la presenta a Cristal Connors, l'estrella principal de la revista pits-nus. Quan Nomi diu a Cristal que balla al Club Topless Cheetah, Cristal se'n riu d'ella i li diu que es prostitueix. Nomi està massa pertorbada per anar a treballar aquell vespre, Molly la porta a ballar al Holbank Pinks Club, on el seu amic James Smith treballa com a guàrdia de seguretat. James demana a Nomi de ballar amb ell, però es posa a criticar la seva manera de ballar cosa que no agrada a la jove. James acaba per barallar-se amb gent a la pista de ball i la vetllada degenera. Nomi és detinguda però James la fa sortir de la presó pagant la seva fiança.
Poc temps després, Cristal i el seu amic Zack Carey, el director de distraccions del Stardust, van al Cheetah Club i demanen a Nomi fer una lap dance per Zack. Bisexual, Cristal se sent atreta per Nomi. Nomi efectua la dansa a contracor però Cristal li ofereix 500 $.

## Repartiment
- Elizabeth Berkley: Nomi Malone
- Kyle MacLachlan: Zack Carey
- Gina Gershon: Cristal Connors
- Glenn Plummer: James Smith
- Robert Davi: Al Torres
- Alan Rachins: Tony Moss
- Gina Ravera: Molly Abrams
- Lli Tucci: Henrietta Bazoom
- Greg Travis: Phil Newkirk
- Al Ruscio: M. Karlman
- Patrick Bristow: Marty Jacobsen
- William Shockley: Andrew Carver
- Michelle Johnston: Gay Carpenter
- Dewey Weber: Jeff
- Rena Riffel: Penny / Hope
- Jack McGee: Jack

## Acollida crítica
En el moment de la seva estrena, el film és molt mal rebut per la crítica. Paul Verhoeven declara: «Les crítiques no eren només negatives. Era una onada d'agressivitat i d'odi. Se'n parlava com del més dolent film mai exhibit». No obstant això, alguns defensen el film, com Quentin Tarantino o Jacques Rivette que declara: «Showgirls és un dels més grans films americans d'aquests últims anys. Com tot Verhoeven, és molt desagradable: es tracta de sobreviure a un món poblat d'escombraries, vet aquí la seva filosofia».
El film és un fracàs comercial en sales on només informa 38 milions de dòlars per un pressupost de 45 milions, però és un èxit en vídeo informant més de 100 milions de dòlars, esdevenint un dels més grans èxits de vendes de la MGM. Des d'aleshores, Showgirls ha obtingut l'estatus de pel·lícula de culte.
En la reestrena del film l'any 2016, el film va ser rehabilitat i va passar de l'estatus de nyap rebutjat al de totxo polític adulat. Per Didier Péron i Olivier Lamm de Libération, « Verhoeven […] no jutja pas, mira com aquest món funciona i descarrila en un esgotador frenesí que estèticament s'assembla a un somni d'orgia berlusconiana, el sent sonar buit i extraviar-se a un desert salat de somnis perduts ».
Jean-François Rauger de Le Monde declarava el 1995: «El buit, fins i tot amb la consciència de vacuïtat, resta buit» torna sobre els seus propòsits l'any 2016 dient «Sí, Verhoeven pinta el buit de Las Vegas, i sentia que no hi havia més que buit a la pantalla. Ara bé, el film no és buit del tot… […] és sobretot Starship Troopers qui m'ho ha fer comprendre tot: la dialèctica entre el cos-simulacre, el cos-imatge, el cos fetitx, i el cos real, la biologia… Showgirls parla ben segur de tot això. […] Quan es miren els grans films de la història del cinema, es veu que molt pocs van ser compresos en el seu temps. L'art és sempre avançar».
"Tot és morbositat, i l'estètica se'n riu en el costat més cutre i kitsch."
"El guió és el producte febril d'una imaginació molt limitada, amb l'esplendor d'un serial hàbil i luxós. (...) Puntuació: ★★ (sobre 4)"
'Showgirls' és un d'aquests bodris hilarants i delirants que podrien ser ensenyats a les escoles de cinema com a exemple de Com No Fer Una Pel·lícula."

## Premis i nominacions
El film va rebre 13 nominacions als premis Razzie 1996 com la del pitjor actor per Kyle MacLachlan. En la cerimònia, guanya els premis al pitjor film, al pitjor guió, a la pitjor actriu i a la pitjor revelació femenina (Elizabeth Berkley), a la pitjor parella a la pantalla («Qualsevol combinació de dos personatges o de dues parts de cossos»), a la pitjor banda original i finalment al pitjor director per Paul Verhoeven. El cineasta figura entre els escassos premiats que ha anat buscar el premi.